# Roberto Heuchayer Santos de Araújo
Roberto Heuchayer Santos de Araújo, noto semplicemente come Roberto (Picos, 4 dicembre 1990), è un calciatore brasiliano, difensore del CSA.

## Caratteristiche tecniche
È un terzino sinistro.

## Carriera
Cresciuto nel settore giovanile del Bahia, ha esordito in prima squadra il 30 maggio 2009 disputando l'incontro di Série B pareggiato 0-0 contro la Portuguesa.